# Mariensäule (Prag)

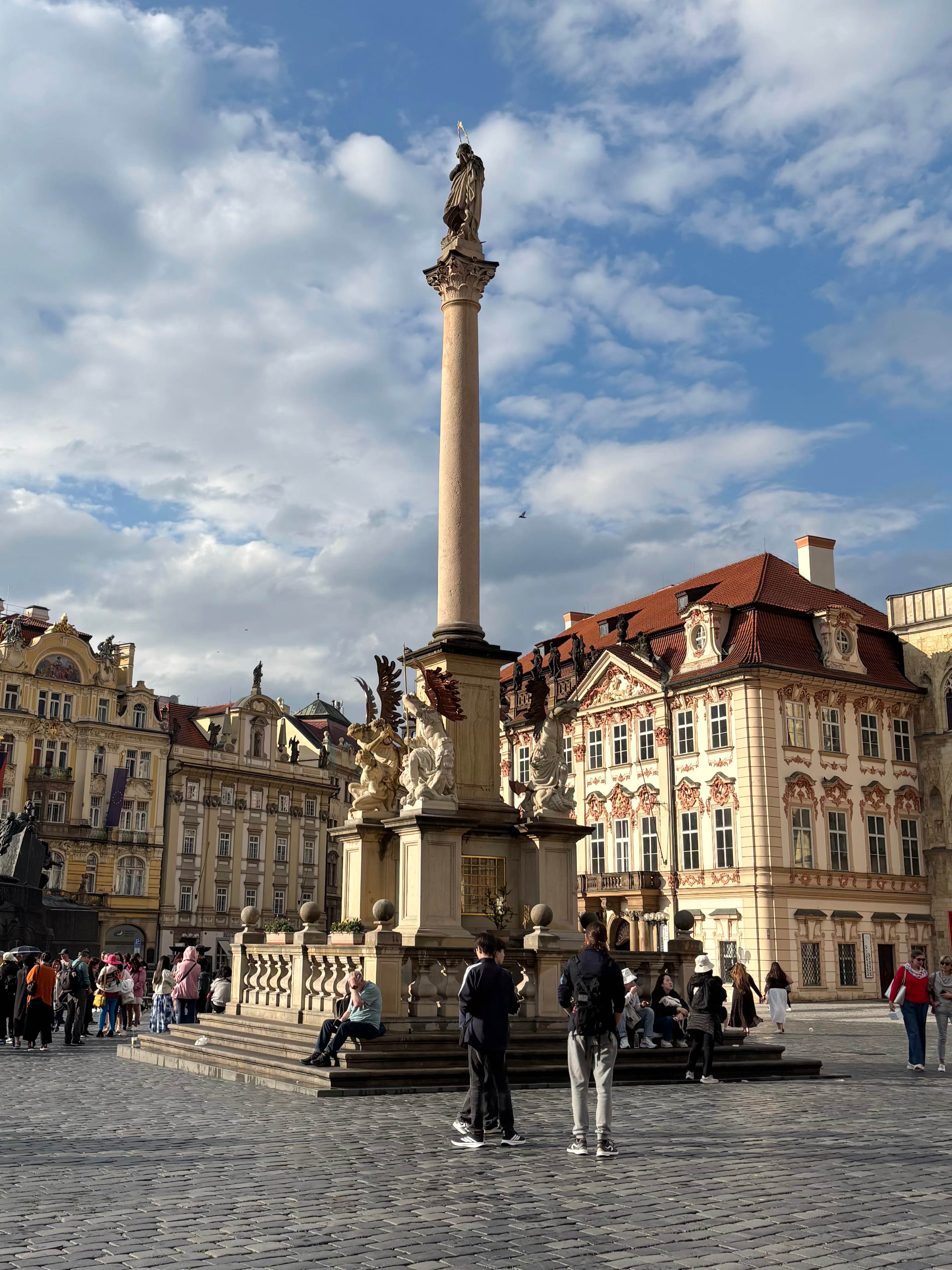
Die 2020 wiedererrichtete Mariensäule in Prag

Die Mariensäule auf dem Altstädter Ring in Prag ist ein barockes Mariendenkmal. Sie wurde 1650, nach dem Dreißigjährigen Krieg, von Kaiser Ferdinand III. aus Dank für die Rettung Prags vor einem schwedischen Heer gestiftet und vom Bildhauer Johann Georg Bendl errichtet. Die Säule wurde 1918 zerstört und 2020 wiedererrichtet.

## Geschichte

### Vorgeschichte
Die Kriegsparteien des Dreißigjährigen Krieges hatten Mitte des Jahres 1645 Friedensverhandlungen aufgenommen. Noch im selben Jahr, nach der Niederlage des kaiserlichen Heeres in der Schlacht bei Jankau verheerten schwedische Truppen Teile Böhmens. Im Mai 1648 schlugen Schweden und Franzosen in der Schlacht bei Zusmarshausen in Nähe von Augsburg das letzte große kaiserliche Feldherr. Ein schwedisches Korps unternahm darauf folgend einen Vorstoß nach Prag. Am 26. Juli 1648 konnten die Schweden die Prager Kleinseite einnehmen, kamen aber nicht über die Karlsbrücke, die von kaiserlichen Söldnern, Bürgern, niederen Klerikern und Studenten erbittert verteidigt wurde. Die Schweden begannen die Stadtteile rechts der Moldau zu belagern, und für die Verteidiger war keine Rettung in Sicht, weil das kaiserliche Heer in Bayern gebunden war. Als im August 1648 die Nachricht eintraf, dass die Franzosen in der Schlacht bei Lens eine spanische Armee unter Erzherzog Leopold Wilhelm vernichtet hatten, war Ferdinand III. klar, dass der Krieg verloren war, und er in den Friedensverhandlungen einlenken musste. So wurde am 24. Oktober 1648 der Westfälische Friede unterzeichnet. Die Kuriere nach Prag waren neun Tage unterwegs. Die Schweden stellten schließlich das Feuer ein, beluden sechzig Gepäckwagen mit allen auf der Kleinseite greifbaren Wertsachen und Kunstschätzen und zogen ab. Dies ging als der Prager Kunstraub von 1648 in die Geschichte ein.

### Stiftung und Baugeschichte

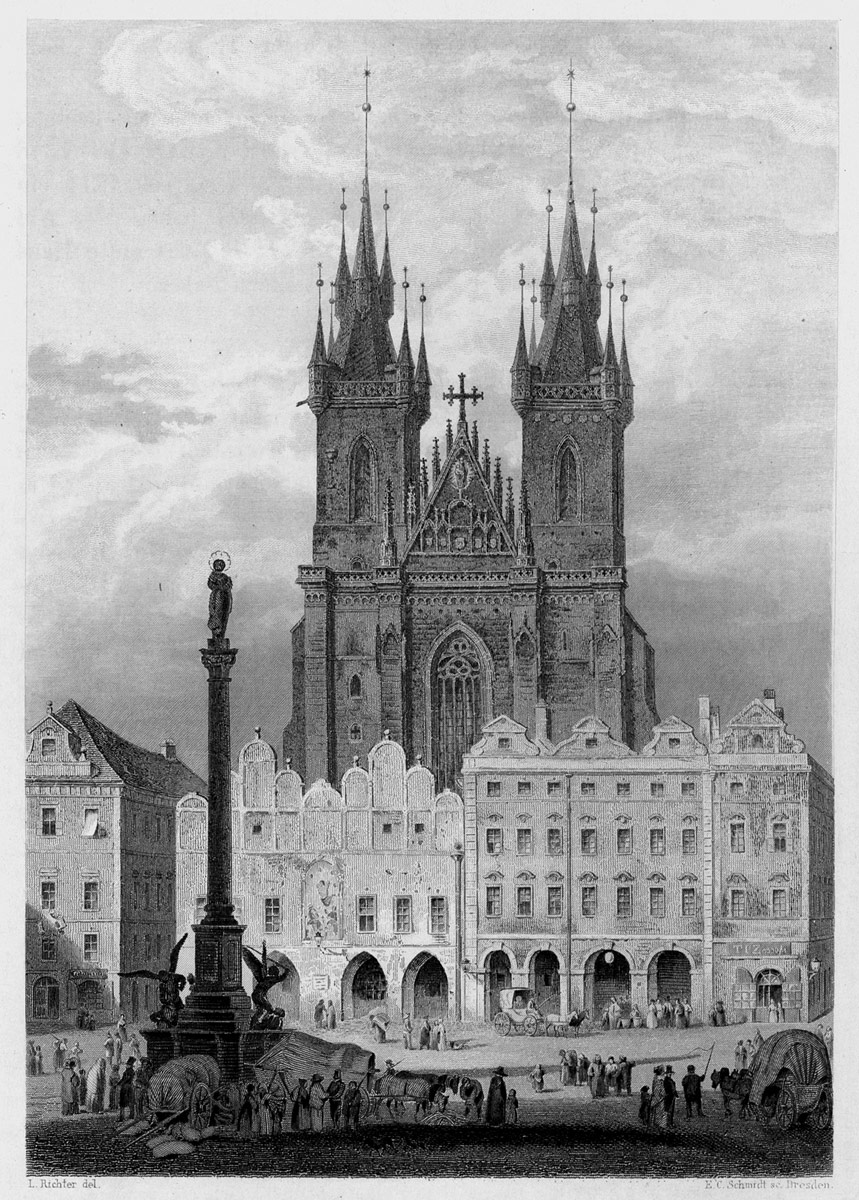
Die Prager Mariensäule auf dem Altstädter Ring, im Hintergrund die Teynkirche. Stahlstich nach Ludwig Richter, 1841.

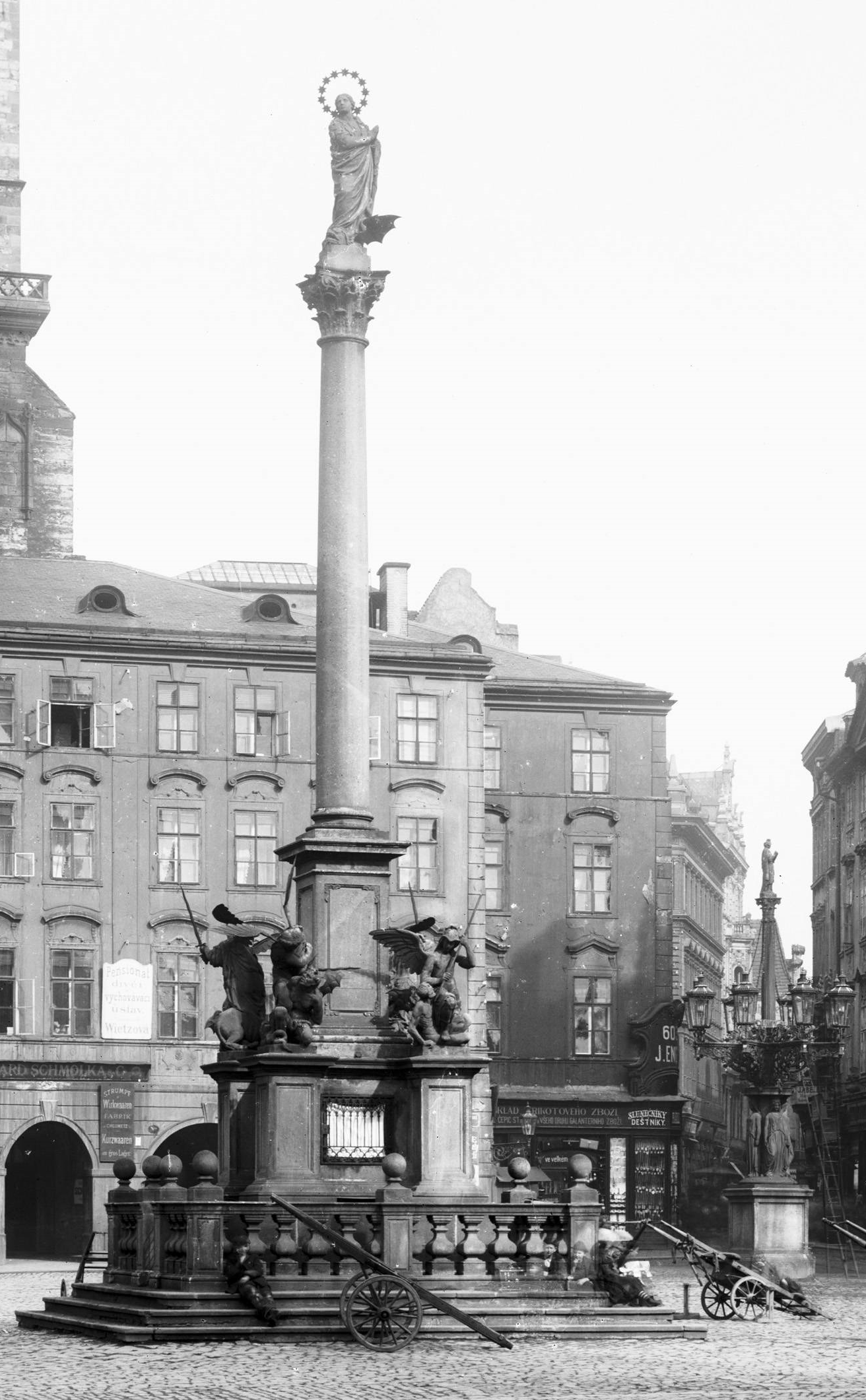
Die ursprüngliche Säule auf einer Fotografie von Jindřich Eckert, 1900

Zum Dank dafür, dass Prag nicht zur Gänze von der schwedischen Armee erobert wurde, verfügte der Kaiser per Dekret am 22. April 1650 die Errichtung einer Säule zu Ehren der Maria Immaculata, um an die Verteidigung Prags vor den Schweden zu erinnern. Sie sollte wie „…alhier zu Wien aufm Hof, auch allda zu Prag, auf dem Altstädter Platz …“ errichtet werden. Die Form des Denkmals und die Aufstellung auf dem Altstädter Ring wurde demnach vom Kaiser selbst festgelegt.
Der Schöpfer der Prager Mariensäule war Johann Georg Bendl, der als der führende Bildhauer der Gegenreformation und der jesuitischen Machtkunst in der zweiten Hälfte des 17. Jahrhunderts gilt. Für Böhmen hatte er eine ähnliche Bedeutung wie Georg Petel und Justus Glescker in Süddeutschland, diesen Künstlern verdankt er auch die entscheidenden Impulse. Bendl war 1651 in der Prager Altstadt, ab 1668 in der Neustadt als Bürger und Hausbesitzer bezeugt. 1655 trat er nach einem Streit zusammen mit den übrigen Bildhauern aus der Prager Malerzeche aus und begründete die Zunft der Bildhauer und Schnitzer. Die Mariensäule am Altstädter Ring ist sein Hauptwerk.
Die Mariensäule als Siegeszeichen der Gegenreformation, die Bendl im Auftrag des Kaisers ausgeführt hatte, bildete bis 1918 den städtebaulichen Schwerpunkt des Altstädter Rings. Das Vorbild waren die Münchner und die Wiener Mariensäule, nur dass Bendl die Allegorien nicht durch Heldenputti, sondern durch annähernd lebensgroße Engel personifizierte und die Figuren nicht in Bronze, sondern wie in Wien (jetzt Wernstein am Inn) in Stein ausführte. Die erhaltenen Fragmente bezeugen, dass Bendl die barocken Kompositionsprinzipien meisterlich beherrschte. Die Figuren der allegorischen Zweiergruppen verschränken sich nicht in manieristisch-bewegungsloser Spannung, sie agieren vielmehr in freien Kontrastbewegungen dynamisch nebeneinander. Als Bendl die Mariensäule schuf, war er erst etwa 20 Jahre alt.
Inschrift: „VIRGINI GENITRICI SINE ORIGINIS LABE CONCEPTAE, PROPUGNATAE AC LIBERATAE URBIS ERGO, CAESAR PIUS ET IUSTUS HANC STATUAM POSUIT“ (Der ohne Makel der Erbsünde empfangenen jungfräulichen Gottesmutter errichtete der Kaiser aus frommem und gerechtem Dank für die Verteidigung und Befreiung der Stadt dieses Standbild). Die Inschrift am Sockel nannte als Grund der kaiserlichen Stiftung das Wirken der Virgo Immaculata für die Verteidigung und Befreiung der Stadt („…propugnatae et liberatae urbis …“). Die Säule war also ein Ehrendenkmal für die Maria Immaculata, insbesondere für ihren erfolgreichen Einsatz für die katholische Sache. Unter der Leitung des kaiserlichen Schatzmeisters Dionysio Miseroni wurde die Marienstatue 1650 am Altstädter Ring aufgestellt, am 13. Juli 1652, dem 44. Geburtstag des Kaisers, wurde die Prager Säule feierlich eingeweiht.

### Religiöse Nutzung der Mariensäule
Wie in Wien ließ Ferdinand III. auch in Prag regelmäßige Andachten und samstägliche Prozessionen zur Mariensäule einrichten. Nirgends in Europa – konstatierte der Jesuit Johannes Miller – sähe man bei einer Prozession so viel Glanz. Eine Besonderheit gegenüber den Votivsäulen in München und Wien war die im Sockel des Prager Denkmals eingesetzte Kopie der hochverehrten Muttergottes von Altbunzlau, die als Palladium Böhmens den höchsten Rang unter den Marienbildern einnahm. Das bedeutete gleichzeitig die Revitalisierung einer älteren, vorhussitischen und vorreformatorischen Kulttradition – denn die metallene Reliefikone in Altbunzlau stammte aus der Zeit um 1400 – und die gezielte Förderung der nur eine knappe Tagesreise von Prag entfernten altehrwürdigen Wallfahrt. Die Beter an der Säule flehten nicht nur zur Immaculata, sondern zugleich zu Maria als dem Schutzschild Böhmens. Hierin folgte der Kaiser dem Vorbild seines Vaters, der, nach Aussage seines Beichtvaters Lamormaini, zur Rettung der Marienikone von Altbunzlau selbst einen zum Feinde übergelaufenen Freiherrn begnadigte.
Noch vor der Grundsteinlegung wurde die öffentliche Gerichtsstätte vom Marktplatz wegverlegt, da sich die Ausübung der Jurisdiktion mit dem Charakter des Votivdenkmals schlecht vertrug. Die Andachten der Marianischen Bruderschaften an der Mariensäule führten immer wieder zu Beschwerden der Bürgerschaft, die sich in ihren Freiheiten eingeschränkt fühlten, vor allem der „Narrenfreiheit“ in den Fastnachtstagen. Schließlich beschloss der Altstädter Magistrat, den Platz unmittelbar um die Säule mit Ketten abzusperren. Während der samstäglichen Andachten blieben Handel und Verkehr verboten, wegen der Lärmbelästigung durften Pferdegespanne den Platz zu dieser Zeit nicht überqueren. Den Juden aus dem nahegelegenen Ghetto das Betreten des Platzes während der Andachten gänzlich untersagt, weil sie diese durch Auf- und Abgehen auf dem Platz und lautes Reden absichtlich gestört hätten.

### Zerstörung

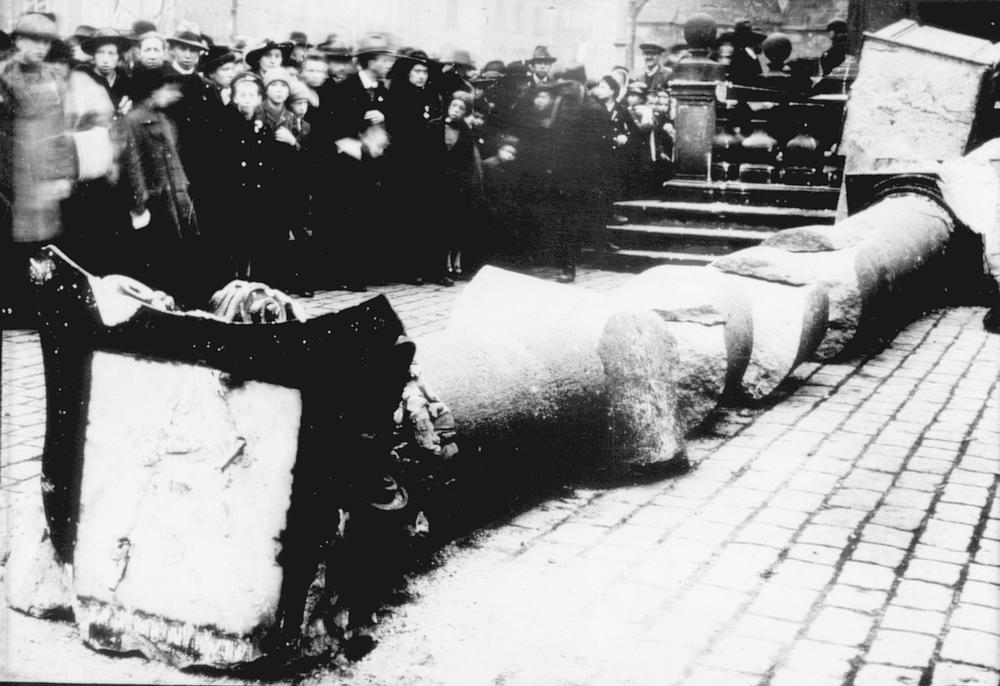
Die gestürzte Säule

1915 wurde auf dem Altstädter Ring als Gegenpol zur Mariensäule ein Denkmal für Jan Hus errichtet. Das von Ladislav Šaloun anlässlich des fünfhundertsten Todestags des Reformators gestaltete Bronzemonument rief aufgrund der unmittelbaren Nachbarschaft zur Mariensäule Proteste von katholischer Seite hervor.
Nach Loslösung der Tschechoslowakei aus dem Verband der österreichisch-ungarischen Monarchie im Jahr 1918 wurde die Mariensäule am Altstädter Ring von einem durch den Anarchisten Franz Sauer aufgehetzten Mob umgestürzt und zerstört. Er deutete die Säule als Symbol für eine gewaltsame Rekatholisierung Böhmens und die Unterdrückung der tschechischen Nation durch die Habsburger. Die ebenfalls geplante Zerstörung der Heiligenfiguren auf der Karlsbrücke konnte verhindert werden. Die Marianische Bruderschaft konnte die stark beschädigten Reste der Mariensäule später bergen, welche bis heute erhalten sind. Sie befinden sich in den Beständen des Nationalmuseums.

### Kontroverse um die Wiedererrichtung
Noch zur Zeit des Kommunismus wurde von tschechischen Exilanten in den USA die Statue „Heilige Mutter im Exil“ nach dem Vorbild der zerstörten Prager Statue angefertigt (diese befindet sich heute im Kloster Strachow). Nach der Samtenen Revolution des Jahres 1989 konnte wieder an die Wiedererrichtung gedacht werden, die durchaus kontrovers unter Einschluss von Themen wie Barock, Gegenreformation, Exil und Geheimprotestantismus diskutiert wurde. Im April 1990 wurde in Prag die „Gesellschaft für die Wiedererrichtung der Mariensäule“ gegründet, die etwa 500 ordentliche Mitglieder hat (Stand: Sommer 2004). 
Am 3. November 1993, dem 75. Jahrestag des Sturzes der Mariensäule, ließ die Gesellschaft für die Wiedererrichtung der Mariensäule im Pflaster des Altstädter Rings eine Platte mit der Inschrift „Hier stand und wird wieder stehen die Mariensäule“ anbringen. Die Worte „und wird wieder stehen“ mussten auf Verlangen des Prager Magistrats getilgt werden. Währenddessen ging die Arbeit an den Kopien der nur als Torso erhalten gebliebenen Marienstatue Johann Georg Bendls und der übrigen bildhauerischen und architektonischen Teile der Mariensäule durch den tschechischen Bildhauer Petr Váňa weiter. Im Jahr 2015 wurde die Baugenehmigung erteilt, allerdings verweigerte 2017 der Prager Stadtrat unter Führung der „Piratenpartei“ die ergänzend erforderliche „Erlaubnis zum Bauen auf öffentlichem Grund“. Die Verweigerung dieser Formalie wurde als kulturkämpferischer Akt interpretiert.

### Wiedererrichtung 2020
Ende Mai 2019 begann der Bildhauer mit dem Neuaufbau. Die Aktion wurde jedoch von der Polizei unterbunden. Im Juni 2019 wurden weitere 60 Tonnen der Replik nach Prag verschifft. Am 23. Januar 2020 sprach sich der Stadtrat mehrheitlich für die Errichtung der Nachbildung der Mariensäule an alter Stelle aus. Im Februar 2020 begannen die Bauarbeiten für die Mariensäule. Am 4. Juni 2020 war die Rekonstruktion bis auf die vier noch fehlenden allegorischen Engelsfiguren abgeschlossen.
Die Mariensäule wurde am 15. August 2020 vom Prager Erzbischof Dominik Kardinal Duka nach einem Hochamt zu Mariä Himmelfahrt in der Teynkirche feierlich geweiht. Im Inneren wurde ein von Papst Benedikt XVI. geweihtes Marienbild angebracht. Die allegorischen Engelsfiguren wurden 2024 ergänzt.

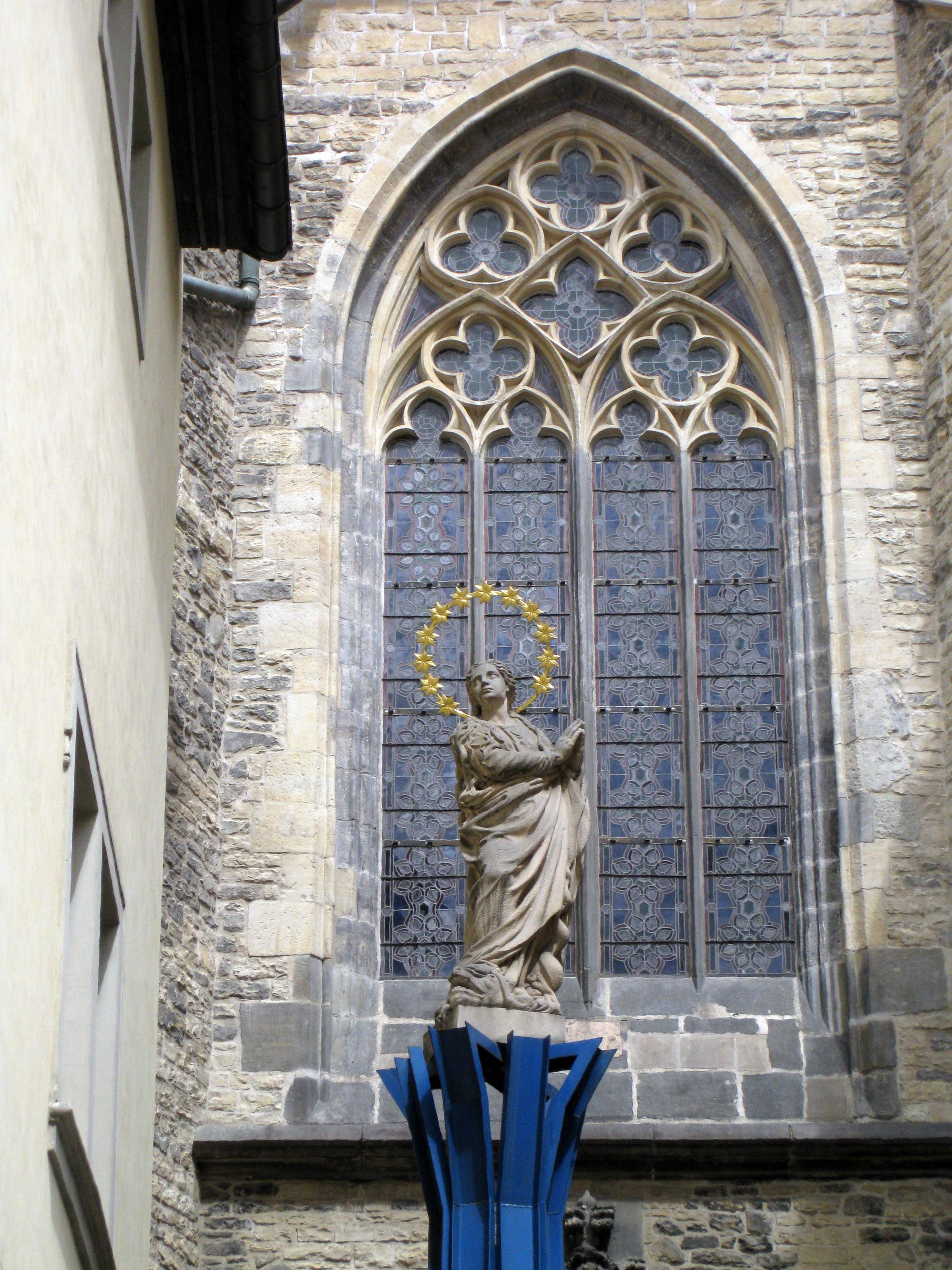
Die Nachbildung der Marienstatue war zuvor jahrelang vor einem Fenster der Teynkirche aufgestellt
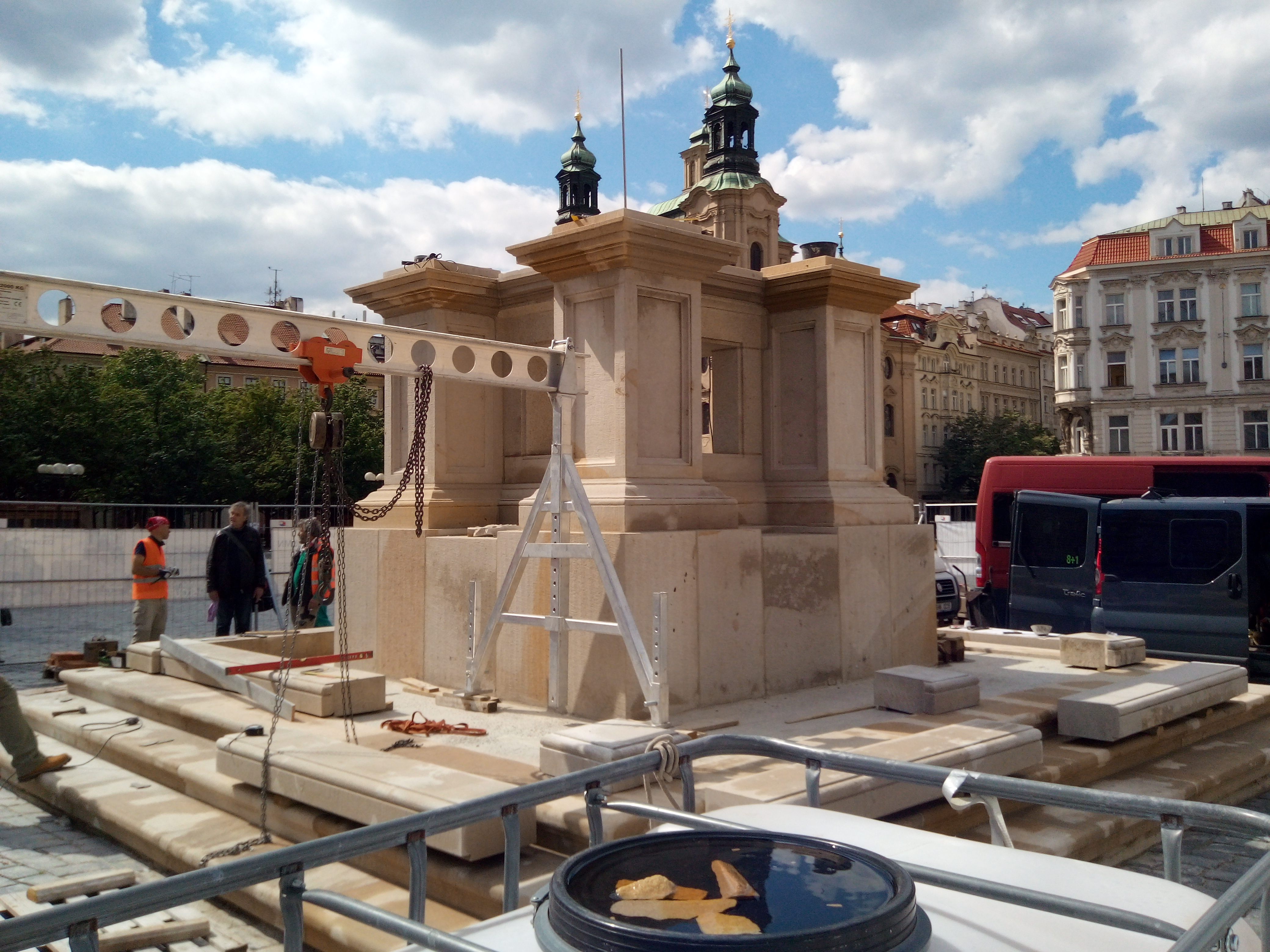
Unterbau der Säule, Mai 2020
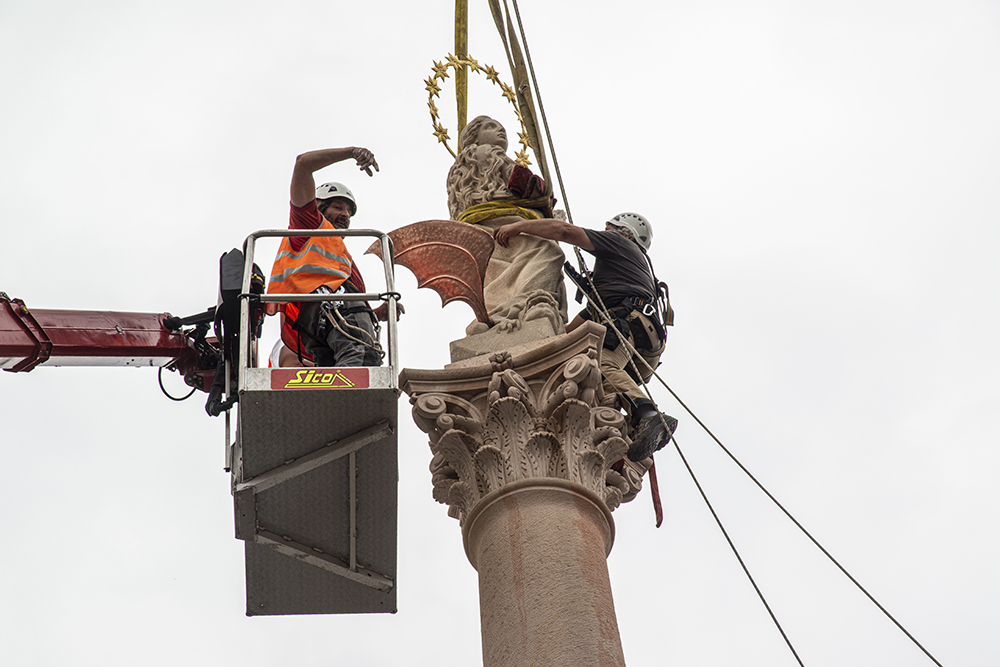
Petr Váňa positioniert die Statue auf der Säule, 4. Juni 2020
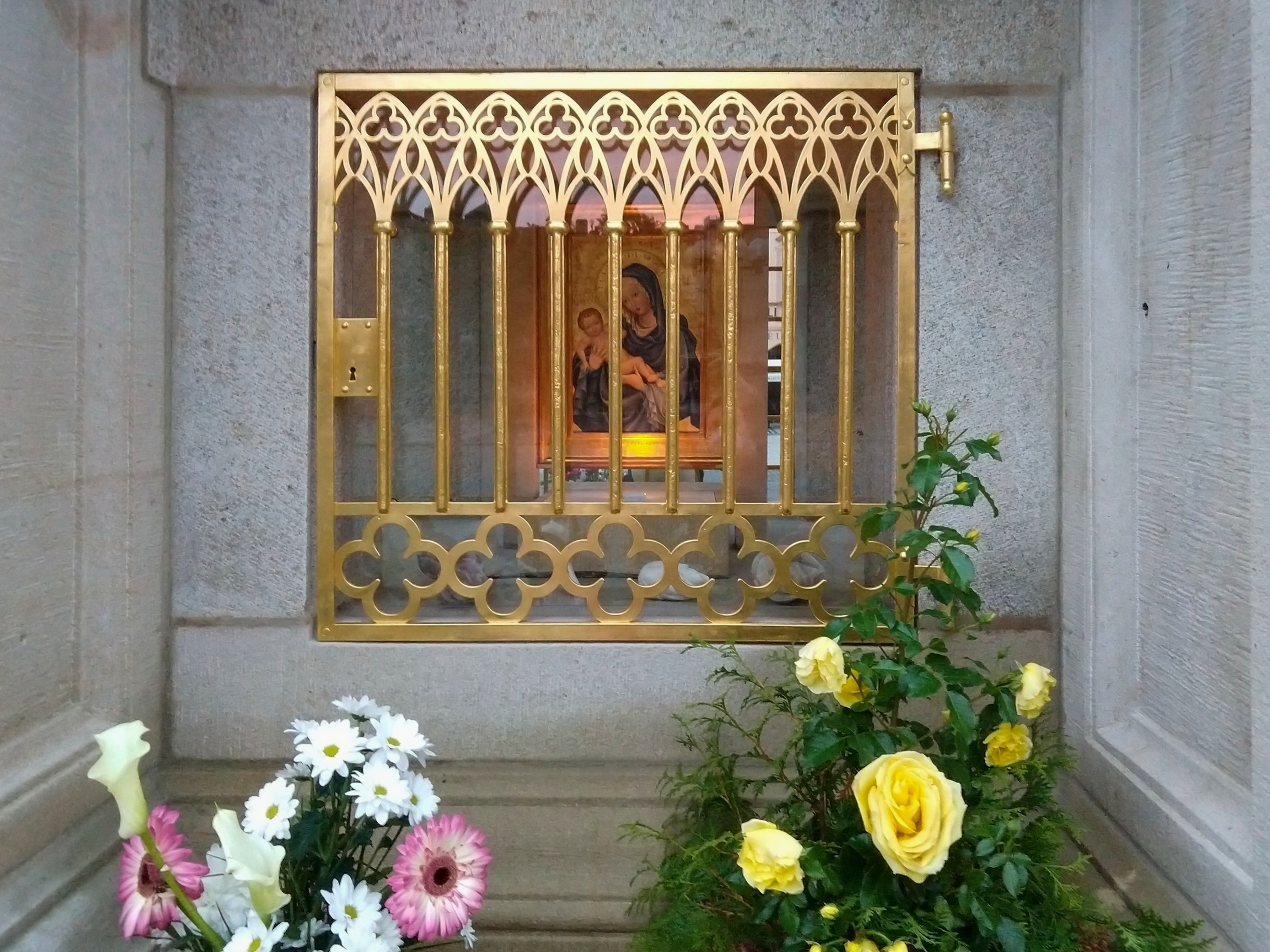
Marienbild im Sockel der Säule
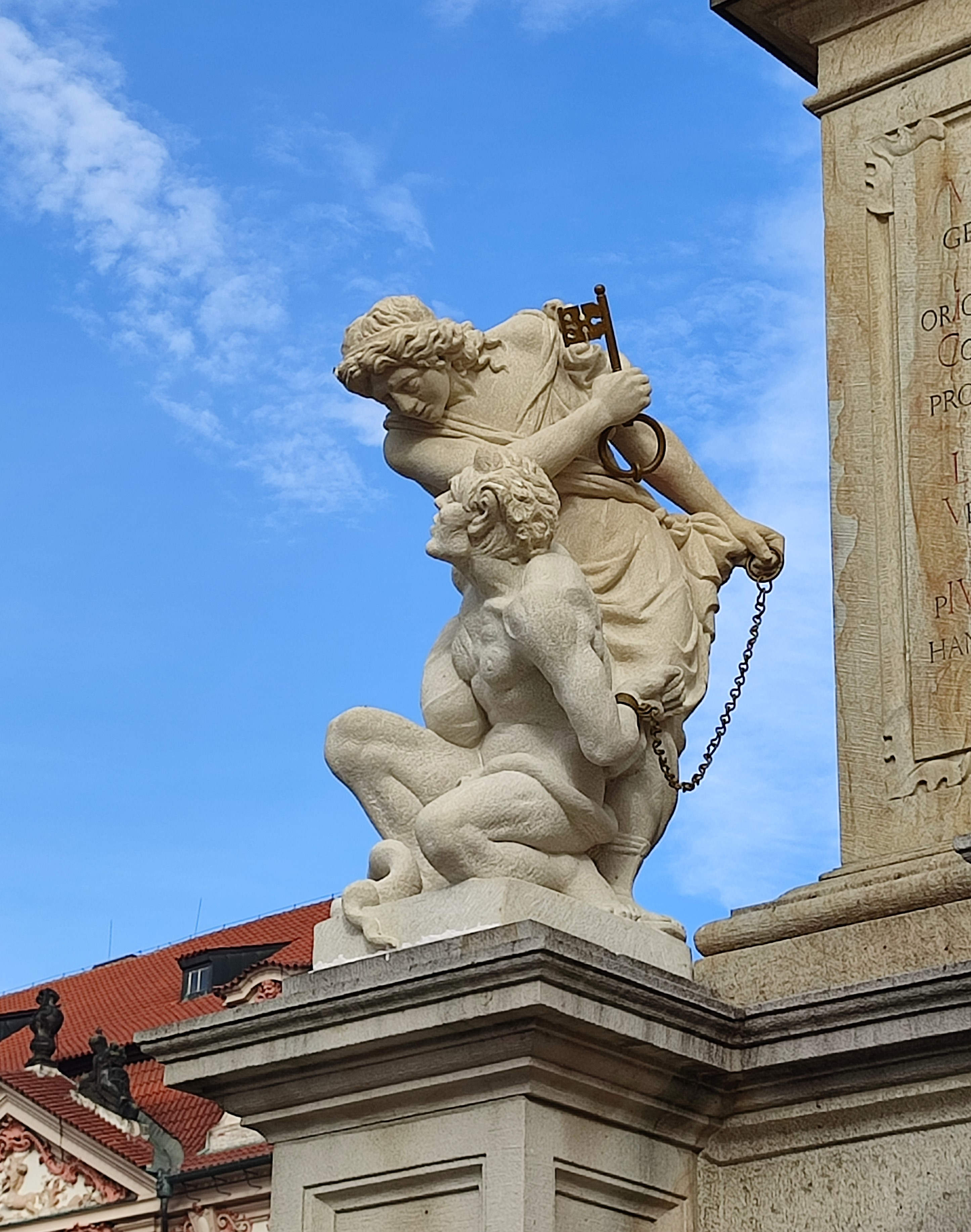
Engelsfigur auf einem seitlichen Sockel